# Morgan's Point
Morgan's Point és una població dels Estats Units a l'estat de Texas. Segons el cens del 2000 tenia 336 habitants.

## Demografia
Segons el cens del 2000, Morgan's Point tenia 336 habitants, 111 habitatges, i 85 famílies. La densitat de població era de 80,6 habitants/km².
Dels 111 habitatges en un 19,8% hi vivien nens de menys de 18 anys, en un 64,9% hi vivien parelles casades, en un 9% dones solteres, i en un 23,4% no eren unitats familiars. En el 23,4% dels habitatges hi vivien persones soles el 9,9% de les quals corresponia a persones de 65 anys o més que vivien soles. El nombre mitjà de persones vivint en cada habitatge era de 2,32 i el nombre mitjà de persones que vivien en cada família era de 2,64.
Per edats la població es repartia de la següent manera: un 32,4% tenia menys de 18 anys, un 5,7% entre 18 i 24, un 19,9% entre 25 i 44, un 28% de 45 a 60 i un 14% 65 anys o més.
L'edat mediana era de 38 anys. Per cada 100 dones de 18 o més anys hi havia 102,7 homes.
La renda mediana per habitatge era de 57.917 $ i la renda mediana per família de 71.458 $. Els homes tenien una renda mediana de 40.313 $ mentre que les dones 30.625 $. La renda per capita de la població era de 32.446 $. Cap de les famílies i el 2,2% de la població estaven per davall del llindar de pobresa.

## Poblacions més properes
El següent diagrama mostra les poblacions més properes.